# 有明大経
『有明大経』（うみょうだいきょう、巴: Mahāvedalla-sutta, マハーヴェーダッラ・スッタ）とは、パーリ仏典経蔵中部に収録されている第43経。『大有明経』（だいうみょうきょう）とも。
類似の伝統漢訳経典としては、『中阿含経』（大正蔵26）の第211経「大拘絺羅経」がある。
サーリプッタ（舎利弗）が、比丘マハーコッティタに、「有明」（智慧があること、「無明」の反対）について問われ、仏法を説いていく。

## 日本語訳
- 『南伝大蔵経・経蔵・中部経典2』（第10巻） 大蔵出版
- 『パーリ仏典 中部（マッジマニカーヤ）根本五十経篇II』 片山一良訳 大蔵出版
- 『原始仏典 中部経典2』（第5巻） 中村元監修 春秋社